# Santa Cruz (Dávao del Sur)
Santa Cruz  es un municipio filipino de primera categoría, situado en la parte sudeste de la isla de Mindanao. Forma parte de  la provincia de Dávao del Sur situada en la Región Administrativa de Dávao (en cebuano Rehiyon sa Davao), también denominada Región XI. Para las elecciones está encuadrado en el Primer Distrito Electoral.
Forma parte de Área Metropolitana de Dávao (Metro Davao).

## Barrios
El municipio  de Santa Cruz se divide, a los efectos administrativos, en 18 barangayes o barrios, conforme a la siguiente relación:
</ref>
| - Astorga - Bato - Coronón - Darong - Inaguayán | - José Rizal - Matutungán - Melilla - Población I - Saliducón | - Sibulán - Sinorón - Tagabuli - Tibolo | - Tubán - Población II. - Población III - Población IV |

## Historia
El actual territorio de la provincia de Dávao del Sur  fue parte de la provincia de Caraga durante la mayor parte del Imperio español en Asia y Oceanía (1520-1898).
A principios del siglo XX la isla de Mindanao se hallaba dividida en siete distritos o provincias.
El Distrito 4.º de Dávao, llamado hasta 1858  provincia de Nueva Guipúzcoa, tenía por capital el pueblo de Dávao e incluía la  Comandancia de Mati.  Santa Cruz, tal como entonces se conocía,  era una visita de Dávao.
En 1880 pioneros y misioneros españoles intentaron asentarse y cristianizar la zona. Tras un primer fracaso, a causa de la fe islámica  de la población local, los misioneros plantaron una cruz en un refugio. El nombre del municipio conmemora esta primera cruz. Así, Santa Cruz es el municipio más antiguo de la provincia, creado el 5 de octubre de   1884, treinta y seis años después de la fundación de Dávao,  su ciudad madre, por José Oyanguren.
En 1967, la provincia de Dávao se divide en tres provincias: Dávao del Norte, Dávao del Sur y Dávao Oriental.